# 비치크래프트 보난자

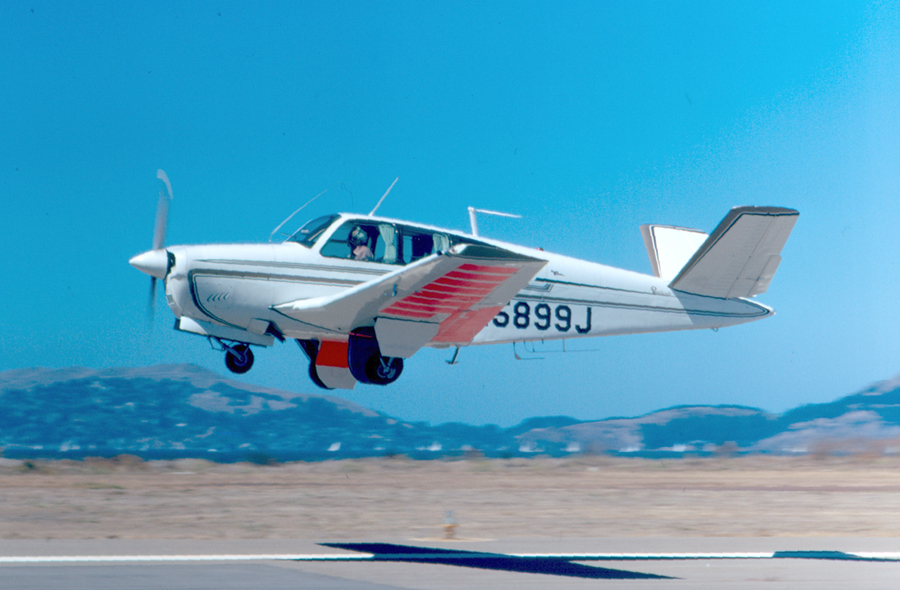
비치 S35 보난자

비치크래프트 보난자(Beechcraft Bonanza)는 1947년 캔자스주 위치토의 비치 항공 주식회사가 출시한 미국의 일반 항공기이다. 6인승 단발 엔진 항공기는 여전히 비치크래프트에서 생산되고 있으며 역사상 다른 어떤 항공기보다 오랫동안 지속적으로 생산되었다. 모든 종류의 보난자가 17,000대 이상 제작되었으며, 독특한 V형 꼬리와 기존 꼬리 구성으로 생산되었다. 초기 기존 꼬리 버전은 Debonair라는 이름으로 판매되었다.

## 같이 보기
- 비치크래프트 T-34 멘토